# Estació de Terrassa Nacions Unides
Terrassa Nacions Unides (Can Roca en el projecte constructiu) és una estació de ferrocarril de la línia Barcelona-Vallès de FGC i l'estació final de la línia suburbana S1. Està situada al barri de Can Roca de la població de Terrassa, a la comarca del Vallès Occidental. Està en servei des del dia 29 de juliol del 2015. S'anomena així a causa de la seva situació vora el parc de les Nacions Unides, el tercer més gran de la ciutat.
L'any 2019 va registrar l'entrada de 560.004 passatgers.

## Serveis ferroviaris
| Línia Barcelona-Vallès de FGC |                           |       |          |                        |
| Procedència/Destinació        | <                         | Línia | >        | Procedència/Destinació |
| Barcelona - Pl. Catalunya     | Terrassa Estació del Nord |       | terminal | terminal               |

## Galeria d'imatges

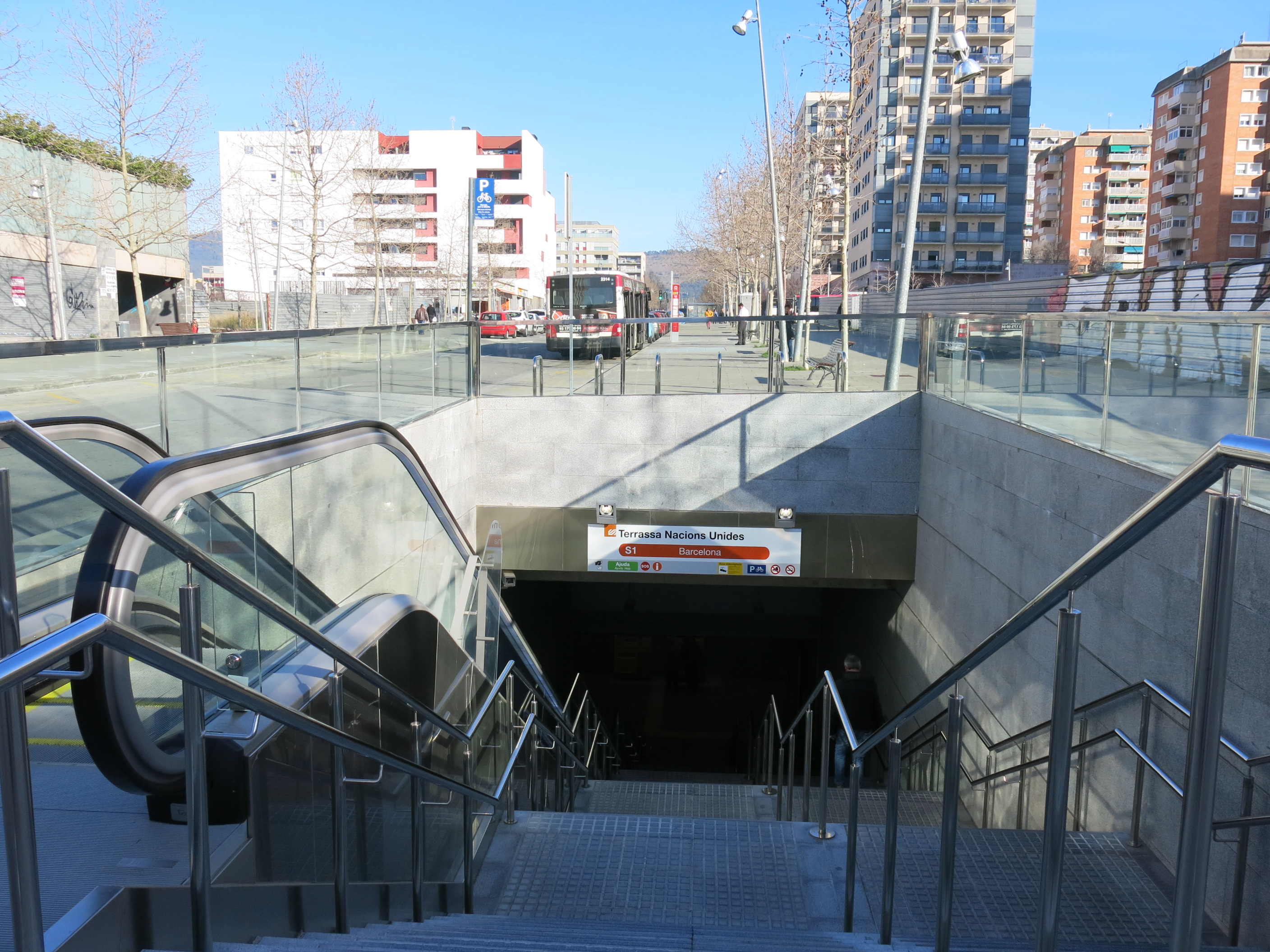
Accesos a l'estació
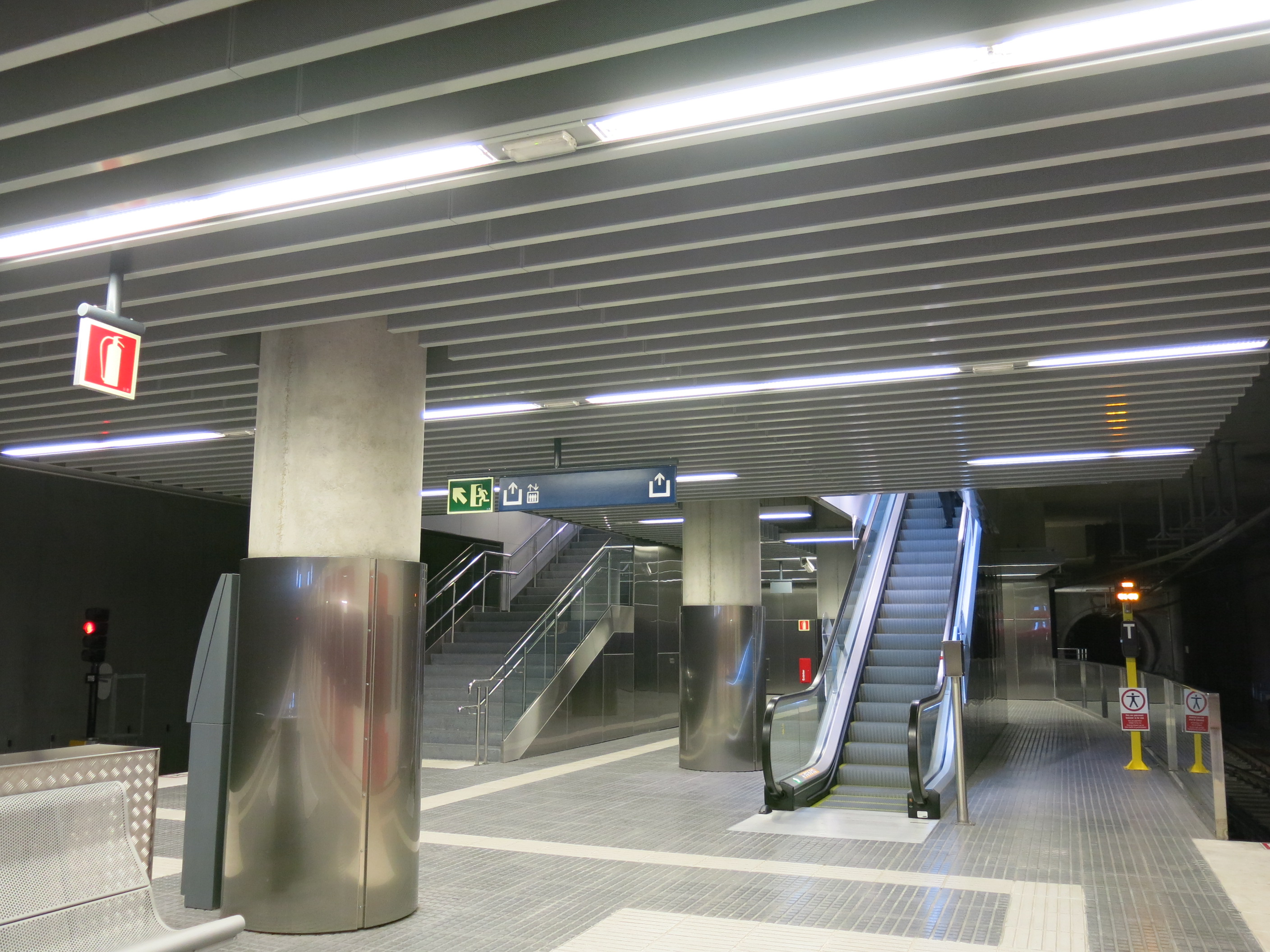
Accés a l'andana
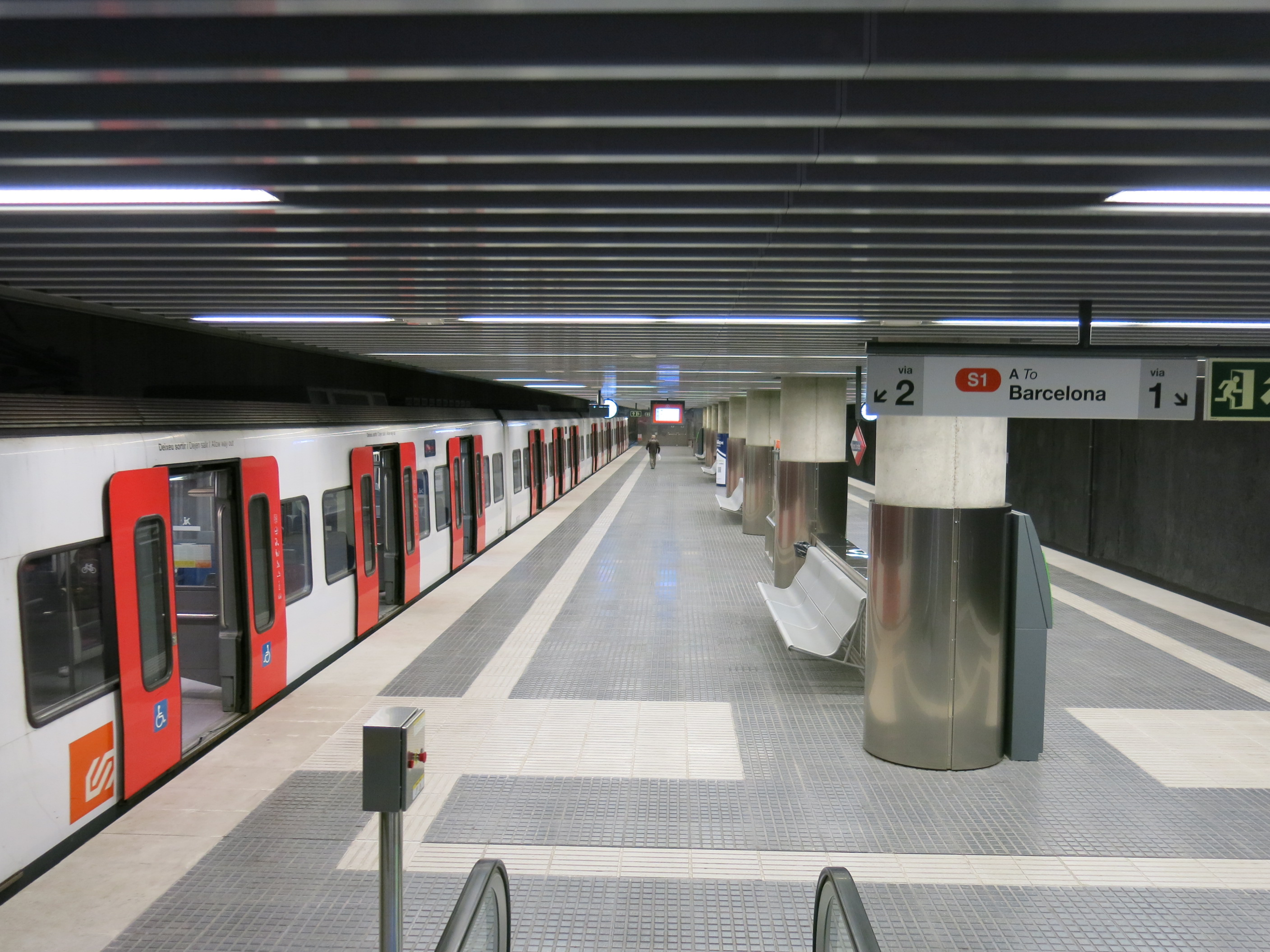
S1 direcció Barcelona
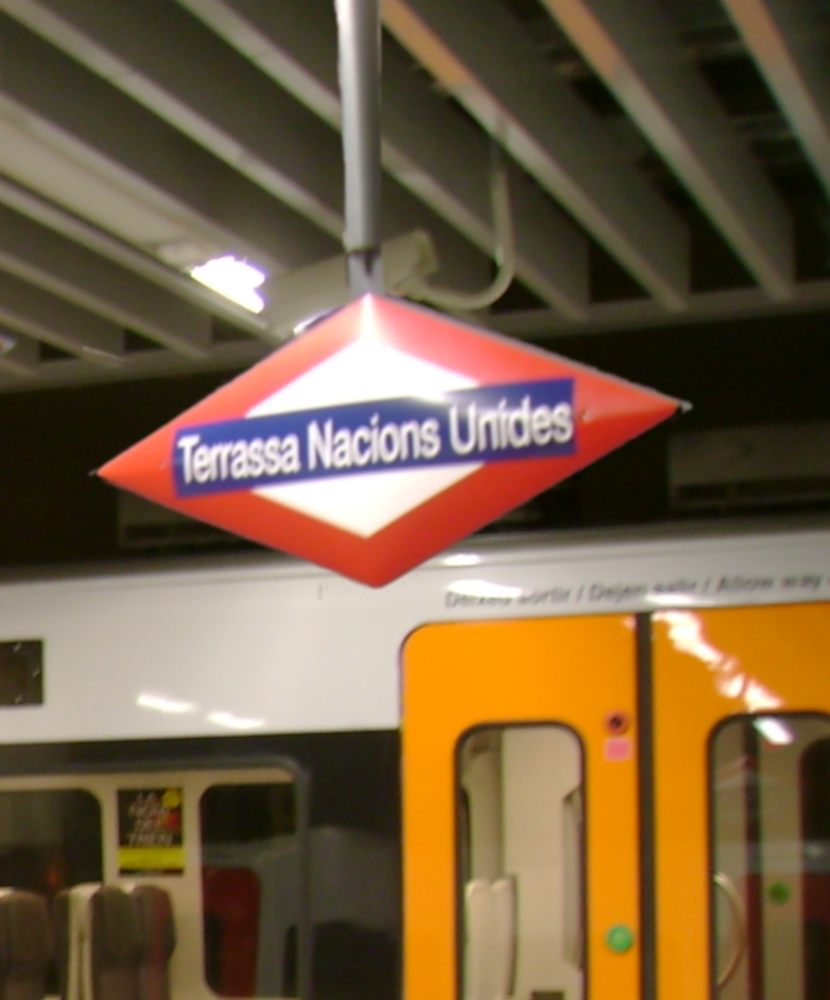
Panell amb el nom de l'estació